# 偏見
偏見（英語：prejudice，源自，即“預先判斷”）在心理學上指人們基於成員身份而對一個人或成員的情感或態度。因這個態度而衍生的行為是歧視，而人們如何描述一個群組內所有成員的特徵稱為刻板印象。
對别人以不公正的考查便貿然作出判斷。這種判斷沒有任何證據，只憑先入為主的刻板印象而然。原因是懷持偏見的人所見的不是個人而是群體。这些人看來，一個民族或者一地區内的成員都广义化成「一律相同」，具有共同的特征、性格和習慣。懷持偏見的人往往拼命維護自己的偏見；即使事實證明他錯了，他仍會堅持下去。《今日心理学》雜誌指出，懷持偏見的人“喜歡留意和記憶‘某’人的行動與他所定的形象相符之處，但卻拒絕與該形象相反的證據。”
偏見本身可以助長偏見，從而產生更加不良的後果。被偏見影響較深的人往往失去自尊心，以致他們實際在生活上變成像別人所期望的一樣。壓迫之下的受害者可能變成充滿憤恨，對偏見更加敏感，以致有時在其實沒有偏見存在的地方也看出偏見。任何外族人士若非被人以不當的懷疑相看便是被視為潛在的仇敵。

## 成因

### 動機角度
透過自我感覺自已所屬團體更佳而產生偏見。心理學實驗中用最低限度群體範式（Minimal group paradigm）來簡單分配陌生人成不同組別，例如只是透過擲骰子來分。用這些無意義的方法分組之後，人們很自然地對原本不認識的「自己人」有更多正面的感覺。因為想讓對自己團體感覺好些而輕視其他群組，這種也可稱為敵意與工具性攻擊。

### 經濟角度
Realistic group conflict theory指因為資源的競爭而結果產生偏見，甚至歧視。資源可以是經濟上，也可以物理及概念上而競爭。與外來群組會滋生對自己屬組更多偏愛，產生一個「團隊的感覺」。例如，在911事件發生後，不同美國黨派都增加對其總統的支持。透過對自己屬組更偏愛而推開自己以外的集團，這種也可稱為工具性攻擊。

### 認知角度
人們不自覺就被自身的刻板印象所影響。這些隱性的想法可以節省腦力。例如，在研究中讓人們用刻板印象來記得在認知任務表現更佳。或者晝夜節律研究發現人們在很累的時候會有更多刻板印象。在內隱聯結測驗中，受试者需要对代表目标概念，白人或黑人等不同种族的词语或图片，和具有積極或消極效價，年輕與年老、好與壞的属性概念做出歸類（通常是電腦屏幕左右上方所提示的兩個類别）。每個目標概念的類别將分别與積極或消極的屬性概念相配對。對一種配對的更快的歸類則表明該配對具有更強的聯繫或更容易被歸類在一起（例如，更快地對狗的概念與積極的概念的配對做出歸類），因此就对此概念（狗）持相似的积极或消极的态度。比較明顯地詢問人們有否偏見，人們都報稱自己不會。但在內隱聯結測驗測驗卻見到受試者無意識的內隱態度。另一個研究中用視頻記錄黑白學生間的社交互動，隱性的偏見能預測一些學生們不能自控的行為。

## 例子

### 别人影响
人是社会性动物，因此有亲密关系的人如亲人，朋友等会对一个人的看法产生重大影响。有研究显示，三岁大的孩子就可能会有种族偏见，他们很可能受到周围人的态度、言谈和身体语言影响。小孩受父母的影响十分大。

### 国家主义
某英语词典对国家主义的解释是：国家主义是一种整体的国民意识，认为自己的国家比其它国家优越，要将本国文化发扬光大，要增进国民的利益，把其它国家的文化和利益置于次等地位。政治学家Ivo Duchacek认为，国家主义使人类分裂，令人难以接受别人的观点。结果人思考时会以自己国家的利益为出发点，通常先想到自己是美国人、俄罗斯人、中国人、英国人、德国人、日本人人、马来西亚人等，最后才想到全人类的利益，不过很少人会往这方面想。

### 种族主义
种族主义者往往认为“每一个种族的特色和能力才干都不同，各种族天生就有优劣之分。各種族的人均gdp、犯罪率與人均智商能很好地證明這一點

### 宗教
《偏见真面目》认为，当人想利用宗教来达到“自私的目的”或增加自己群体利益时，就会造成可悲的乎过。这时，宗教和偏见其实已经合为一体了；一个本来很虔诚的教徒，有时候忽然变成一个很有偏见的人。例如现今有些教堂限定只有某些种族的人才可以参加，教派之间充满仇恨和暴力，有些宗教还会煽动恐怖行动。

### 自骄心
人的自尊心如果膨胀到一定程度，变成自负和自大就容易对人产生偏见。骄傲会使人自觉高人一等，看不起教育水平较低或经济环境较差的人，像是主張廢除死刑或反對體罰的人經常有意或無意地將支持死刑或支持體罰的人給看成沒讀書或思想保守頑固的次等人。这些人如果听到本种族或者群体受到赞扬就会赞同这样的说法。有些人善于挑拨民族感情，例如纳粹独裁者阿道夫·希特勒就善于挑动民众对国家和民族的自骄心，丑化他不喜欢的民族来争取民众的支持。

### 演藝工作者
由於演藝工作者的平日規劃常由公司內部負責包裝並隱藏，以維護藝人隱私，因此藝人對外的存在感可說是與世隔絕。因此大眾常以偏見眼光看待演藝工作人員，每逢演藝人員對於時事發表言論時，便會有人以偏見眼光撻伐藝人“炒新聞”，這也是促成網路霸凌的另一種社會現象 。目前沒有正式法規懲處此類偏見評論，僅有部份人士經常出來為演藝人員討公道，這種部份人士絕大多數被視為腦粉護航 。

## 表现形式
每一个人都有可能在不知不觉间对人产生偏见。《了解偏见和歧视》指出：“关于偏见，研究显示有三点十分重要：（1）人只要会思考，会说话，多多少少都会对人有偏见。（2）人往往要刻意做出努力，才能降低对别人的偏见。（3）人要有足够的推动力才能消除偏见”。
- 表达优越感。懷有偏見的人也許其他人為友，但有時卻以不易察覺的方式透露優越感。也許説出一些不禮貌的、暗示人種或者地域差别的話來以致令人難堪。或者並不以平等相待，反而擺出施恩的姿態，彷彿與他們為友乃是自己紆尊降貴一般。[來源請求]
- 要求某些人符合較高的水準，但卻給予較低的评价。把失敗歸咎於種族或者地域原因。責備某個種族或者地区的人的某些行為，但卻寬容另一些人做同一件事。可是，别人若指出某人懷有偏見，會大感憤怒；陷於自欺之中。[來源請求]

## 应對偏见
接觸假說：透過教育可以帮助人們了解偏见形成的根本原因，让人可能更客观地考察个人是否对人持有偏见；在遭到歧视时也可以知道如何处理。偏見能够惹起憤怒感、報復心、還擊和反叛。在人类历史中，很多因为不平等和偏见导致的暴力革命運動，雖然可以喚起人對不平的注意——有時甚至帶來若干舒解——但歷史表明，這些運動所帶來的結果充其量只是暫時的。仇恨能挑啟爭端。因此以憎恨還憎恨只會使事態更加惡化而已。
面對偏見時應作出合适的反應：
- 避免反應過激。由於以往的經驗令可以是偏见受害者格外敏感，對任何帶點偏見的事都感到憤懣。但是愤怒往往导致不理智的后果。
- 了解偏見的成因有助于缓解有此产生的心理不适感。人的狹隘觀念可能是從小養成的。與成年人如父母談論可能有所幫助。人怀有偏见是常見的事情，特别是全球化国际化持續發展的現代社會。
- 防止「以惡報惡」，受到偏见对待的人可能産生强烈的反感。受害者也許很想加以報復。不过这样的行为会产生更加严重的后果。
- 盡量保持心平氣和。一切话不必都放在心上，抑制「以惡報惡」的衝動。避免反击令矛盾激化。不理會惡言，不是懦夫所為；相反地，以長遠的效果來説，這是最切合實際的行動。
- 適時挺身發言。未必所有的不平都必須默然忍受，採取适当步驟去自保是明智之舉。以仁慈、冷靜的態度與对方談談也許能够使他改弦易轍。
- 不要失去自尊心。不要把你的自尊心建在偏见之上。

## 其他觀點
耶魯大學心理學教授Paul Bloom發現，人自嬰兒時已開始就懂得從他人行為分辨好壞、區分你我而形成偏見。雖然英國評倫家威廉·赫茲利特曾說：「偏見是無知的產物。」，但 Paul Bloom 認為偏見並非因為完全的無知而引起。相反，偏見由經驗累積、理性分析、歸納事物而形成的刻板印象。偏見並非透過「感覺」，而是用「理性」由人決定自己立場。而《今日心理学》杂志指出，懷持偏見的人“喜歡留意和記憶‘某’人的行動與他所定的形象相符之處，但卻拒絕與該形象相反的證據。”

### 引用
1. ↑  Wedgwood, Hensleigh. . Transactions of the Philological Society. 1855, (8): 113–116  [2019-04-01]. （原始内容存档于2022-04-22）.
2. 1 2  参考Psychology Today, 英文版, Publisher: Sussex Publishing, ASIN: B00005N7SD
3. 1 2  . terms.naer.edu.tw.   [2019-04-01]. （原始内容存档于2020-03-19）.
4. ↑  News, A. B. C. . ABC News. 2006-01-06  [2017-12-18]. （原始内容存档于2020-11-06）.
5. ↑  Macrae, C. Neil; Milne, Alan B.; Bodenhausen, Galen V. . . Psychology Press. 2004-12-30: 470–484. ISBN 9780203496398.
6. ↑  Greenwald, A.G., McGhee, D.E., & Schwartz, M. (2005).  Measuring individual differences in implicit cognition: The Implicit Association Test.  Journal of Personality and Social Psychology, 74, 1464-1480.
7. ↑  Dovidio, John F.; Gaertner, Samuel E.; Kawakami, Kerry; Hodson, Gordon. . Cultural Diversity & Ethnic Minority Psychology. 2002, 8 (2): 88––102. ISSN 1099-9809. doi:10.1037//1099-9809.8.2.88.
8. ↑  Conflict and Copperation Among Nations， Ivo Duchacek， English
9. ↑  The Nature of Prejudice，Gordon W. Allport,English,Basic Books; Unabridged edition (January 1, 1979),ISBN 978-0-201-00179-2
10. ↑  Understanding Prejudice and Discrimination, Scott Plous,English,McGraw-Hill Humanities/Social Sciences/Languages; 1 edition (October 22, 2002), ISBN 978-0-07-255443-4
11. ↑  .   [2018-08-31]. （原始内容存档于2020-03-19）.
12. ↑  .   [2018-08-31]. （原始内容存档于2019-06-07）.